# Jan II van Cyprus
Jan II van Cyprus (Nicosia, 16 mei 1418 - Nicosia, 28 juli 1458) was koning van Cyprus, Cilicisch-Armenië en was titulair koning van Jeruzalem van 1432 tot 1458.

## Levensloop
Hij was een zoon van koning Janus van Cyprus en Charlotte van Bourbon. In mei tussen 1435 en 1440, trouwde hij met Aimee of Amadea Palaiologina van Monferrato (1429-1440) een dochter van Johan Jacobus van Monferrato, dit huwelijk bleef kinderloos. Hij trouwde vervolgens tussen vermoedelijk 1441 of 1442 op 3 februari met Helena Palaiologina (1428-1458) een bloedverwant van zijn eerste vrouw Aimee en dochter van Theodore II Palaiologos, despoot van Morea en zijn vrouw Cleofa Malatesta. Theodore was een zoon van de Byzantijnse keizer Manuel II Palaiologos en Helena Dragaš. Hij was een broer van de laatste twee Byzantijnse keizers, Johannes VIII Palaiologos en Constantijn XI Palaiologos Dragases. Jan kreeg twee dochters met Helena (Elena):
- Carlotta of Charlotte van Cyprus (1444-1487)[2]
- Cleofa van Cyprus, overleed jong

Jan had een bastaardzoon bij Marietta de Patras:
- Jabobus (1439-1473)

Deze bastaardzoon werd op 16-jarige leeftijd benoemd tot Aartsbisschop van Nicosia, echter was Jacobus niet geschoold voor deze functie en na de moord op een vertrouweling aan het koninklijke hof werd Jacobus uit zijn ambt van bisschop gezet. Het was Helena die achter deze afzetting zat, dit vanwege een grote haat tegenover Jacobus en zijn moeder Marietta de Patras. Gedurende de regering van Jan II was "Korikos" het enige militaire steunpunt, gelegen bij Anatolië aan het vasteland voor Cyprus. Dit bolwerk ging verloren in 1448 aan de Karamaniden. Onder druk van zijn vrouw Helena deed Jan mee aan de verdediging van Constantinopal in 1453, wat op een fiasco uitliep voor zijn schoonfamilie en de definitieve val van het Byzantijnse rijk betekende. Helena overleed in april 1458 en Jan II zou mogelijk van plan geweest zijn om zijn bastaardzoon Jacobus tot zijn wettelijke opvolger te benoemen, maar Jan overleed in juni op 40-jarige leeftijd voordat dit doorgang kon vinden. Zijn enige en rechtmatige opvolger Charlotte volgde hem op als koningin van Cyprus.